# Vườn quốc gia Blue Mountains
Vườn quốc gia Blue Mountains Lục Sơn, Núi Xanh (tiếng Anh: Blue Mountains National Park là một vườn quốc gia ở New South Wales (Australia), 81 km về phía tây của Sydney, tọa lạc tại vùng Blue Mountains của Great Dividing Range. Các núi có chiều cao 1100 m, và được gọi là Lục Sơn vì có sương mờ màu xanh bao quanh núi do dầu của loại cây eucalyptus mọc rất nhiều ở đây.
Vườn quốc gia Núi Xanh là một phần của Vùng đại Blue Mountains, được UNESCO công nhận là di sản thế giới.
Các địa điểm của Three Sisters (3 chị em) là những điểm quan trọng của vườn quốc gia này. They are pinnacles of rock high above the eucalyptus canopy.

## Xem thêm

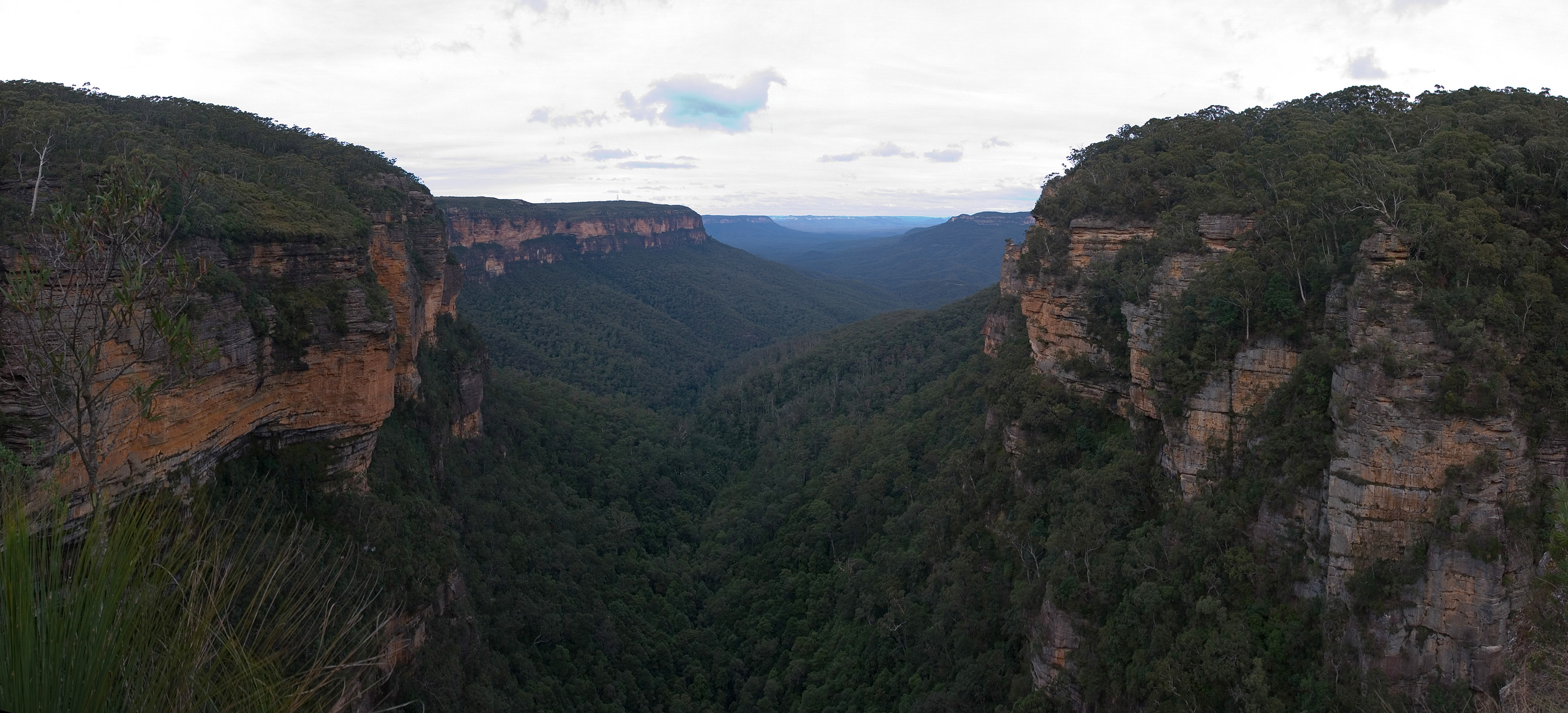
Toàn cảnh Blue Mountains National Park